# Guro Reitenová
Guro Reitenová (* 26. července 1994 Sunndalsøra, kraj Møre a Romsdal) je norská fotbalistka. Hraje nejčastěji na levém kraji zálohy, je rychlou a technicky vybavenou hráčkou s čichem na góly.
Začínala v místním týmu Sunndal Fotball, pak hrála norskou nejvyšší soutěž za Kattem IL, SK Trondheims-Ørn a LSK Kvinner. S Kvinnerem získala v letech 2017 a 2018 norský titul a v roce 2018 vyhrála národní pohár. V květnu 2019 přestoupila do Chelsea FC Women, působícího v anglické Women's Super League. Čtyřikrát získala anglický titul (2020 až 2023) a třikrát vyhrála pohár (2021 až 2023). V roce 2021 byla finalistkou Ligy mistrů žen UEFA.
Přispěla k stříbrné medaili norského týmu na mistrovství Evropy ve fotbale hráček do 19 let 2011. V seniorské reprezentaci debutovala v roce 2014. Odehrála 80 mezistátních zápasů a vstřelila v nich 17 branek. Zúčastnila se mistrovství Evropy ve fotbale žen 2017, mistrovství světa ve fotbale žen 2019 a mistrovství Evropy ve fotbale žen 2022. S norskou reprezentací vyhrála Algarve Cup v roce 2019.
V reakci na útok v Oslu z června 2022 se veřejně přihlásila k lesbické orientaci.
Byla vybrána do nejlepší jedenáctky anglické ligy v sezóně 2021/22. Získala cenu Gullballen pro norskou fotbalistku roku 2022.